# The Six Million Dollar Man
The Six Million Dollar Man, conocida en Hispanoamérica como El hombre nuclear y en España como El hombre de los seis millones de dólares, es una serie de televisión estadounidense emitida entre 1973 y 1978, basada en la novela Cyborg de Martin Caidin.

## Sinopsis
Steve Austin (Lee Majors) es un astronauta y piloto de prueba, que sufre un terrible accidente durante un vuelo experimental. Pierde su ojo izquierdo, ambas piernas y el brazo derecho.
La agencia gubernamental O.S.I. que trabajaba en el desarrollo de un proyecto secreto llamado Biónica, toma a Steve como sujeto de prueba y reemplaza sus miembros perdidos por partes cibernéticas que tienen un coste de seis millones de dólares (de ahí el nombre de la serie). Los nuevos miembros le dan una fuerza enorme, además de gran velocidad y capacidades de visión telescópica e infrarroja. Después de esto, y como pago a la deuda por su intervención quirúrgica, Steve se convierte en agente de O.S.I. y cumple peligrosas misiones.

## El accidente real
El accidente tomado como base para la serie existió en la vida real: el 10 de mayo de 1967, Bruce Peterson, un piloto de pruebas norteamericano, se estrelló con un vehículo experimental Northrop M2-F2. Partes del fotometraje del fallido vuelo, incluyendo el espectacular accidente al aterrizar de Peterson, son las imágenes que se ven en los créditos iniciales de la serie de TV, aunque algunas secuencias mostraban al posterior modelo HL-10, durante su suelta desde su avión nodriza, un B-52 modificado.

## El éxito
Tras el estreno y el rotundo éxito de tres telefilmes sobre el personaje, la ABC produjo la serie a partir de enero de 1974. Originalmente Caidin había solicitado al actor Monte Markham (futuro capitán en Los vigilantes de la playa) para el papel protagónico, pero los productores decidieron que Lee Majors era el actor más conveniente, puesto que era mucho más popular para las audiencias. Finalmente Monte participó en la serie como Barney Miller, el hombre de los siete millones de dólares, un ser humano con trasplantes biónicos que le han generado una locura crónica y la necesidad de cometer crímenes.
Durante esa primera temporada se desarrollaron los clichés que seguirían durante toda la serie; las escenas en las que el protagonista corría eran siempre mostradas en cámara lenta paran enfatizar su gran velocidad y cuando enfocaba su vista, el uso de las capacidades telescópicas era enfatizado por un sonido particular, que se volvió popular entre los seguidores de la serie, especialmente niños.
En las últimas temporadas, los episodios se alternaban con episodios dobles por medio de cliffhangers para mantener el nivel de audiencia.

## Personajes secundarios
Con el comienzo de la serie el personaje de Oliver Spencer (Darren McGavin), jefe de O.S.I., fue reemplazado por el de Oscar Goldman (Richard Anderson), porque se buscaba que el personaje fuera más agradable y no tan mezquino como Spencer, de hecho Goldman al principio se comportaba como todo un burócrata y en temporadas posteriores hasta ya era algo paternal. En cuanto al personaje de Rudy Wells, científico a la cabeza del proyecto biónico, este se mantuvo, aunque el actor (Martin Balsam) fue reemplazado por Alan Oppenheimer en la primera y segunda temporada para después ser también reemplazado por Martin E. Brooks.

### El Hombre de siete Millones de Dólares
Durante la segunda temporada hizo su primera aparición Barney Miller (Monte Markham), que había sido un campeón automovilístico antes de sufrir un terrible accidente donde perdió las cuatro extremidades, por lo que Goldman autorizó el reemplazo biónico de sus miembros por medio de una intervención por un valor de siete millones de dólares con el objetivo de convertirlo en el segundo agente biónico de OSI. 
Tras su recuperación se pidió a Steve ayudarlo a adaptarse a su nueva naturaleza biónica; sin embargo, durante su primera misión se hace evidente que el proceso lo ha vuelto inestable y abusa del poder obtenido, por lo que OSI determina que lo más seguro es someterlo a una neutralización biónica, un proceso irreversible que reducirá la fuerza de sus implantes a la de una persona ordinaria. Convencido de que si se volvía el único hombre biónico sería considerado valioso e irremplazable, Barney intenta destruir toda tecnología biónica, por lo que Steve se ve obligado a enfrentarlo y detenerlo; posteriormente su fuerza es neutralizada y él acepta tratar de hacer frente a su condición.
Un año después, Oscar y Rudy restauran temporalmente la fuerza de Barney para probar la posibilidad de revertir la neutralización biónica, pero rápidamente regresa su inestabilidad y, accidentalmente, hiere a un hombre en un ataque de ira. Pensando que lo ha matado, Barney escapa y entra en contacto con Lester Burstyn, un ex científico de OSI para quien comienza a trabajar como mano de obra criminal hasta que descubre que el herido está vivo, por lo que intenta abandonar a Burtsyn, quien secuestra a Carla, la esposa de Barney, para obligarlo a seguir cometiendo crímenes para él. Cuando Steve captura a Barney, ambos hombres enfrentan a la pandilla de Burstyn y salvan a Carla. Finalmente, Barney recupera su fuerza normal y junto a su esposa comienzan una nueva vida.

### La mujer biónica
Al final de la temporada, se presentó en el episodio doble "The Bionic Woman" la historia de Jaimie Sommers (Lindsay Wagner), exnovia de Steve con quien planeó casarse hasta que un severo accidente en paracaídas la dejó al borde de la muerte.
Ante la insistencia del protagonista, Goldman autorizó el reemplazo biónico, pero Jaimie falleció víctima del rechazo biológico. El capítulo tuvo el mayor índice de audiencia de la temporada y el público rechazó la muerte de la protagonista, en cientos de cartas que abogaban por la continuidad de la misma.
En el primer episodio de la tercera temporada ("The Return of the Bionic Woman") se reveló que Jaimie no había muerto, sino mantenida en animación suspendida mediante un proceso criogénico desarrollado por el doctor Michael Marchetti (asistente de Rudy Wells). Recuperada y a consecuencia de este proceso, Jaime no recordaba su pasado ni su relación con Steve. Estos episodios dieron origen a un spin off de la serie; The Bionic Woman (La Mujer Biónica) en enero de 1976.

### Villanos
Un personaje de la serie estuvo basado en el legendario monstruo del noroeste de Estados Unidos, Sasquatch o Pie Grande. En la serie era un robot creado por extraterrestres. Interpretado por el enorme luchador André el Gigante, quien más tarde fue reemplazado por Ted Cassidy (Largo, en The Addams Family). La primera vez que Austin peleó contra Sasquatch, en un capítulo doble, hizo una breve aparición la mujer biónica. 
Para la segunda pelea, la primera parte de ese capítulo se transmitió en Estados Unidos como el hombre de los seis millones de dólares, y la segunda parte (la conclusión) dentro de los capítulos de la mujer biónica, ya que esta vez, enfrentaron al monstruo entre ambos.
Estos episodios crossover son poco usuales en la televisión y forzaban a los espectadores a que si querían ver el desenlace tenían que sintonizar el otro programa, en cuyos capítulos previos de la mujer biónica no tenían referencias a esa historia.
Steve también debió enfrentarse a una sonda con forma de disco volador diseñada para ir al espacio exterior pero que, por accidente, había quedado en la Tierra y actuaba en su defensa como si estuviera en otro planeta.
También debió pelear contra robots que tenían una máscara por cara, los "fembots".